# Olof Ahlman i Alvik
Olof Matsson Ahlman (i riksdagen kallad Ahlman i Alvik) född 13 november 1770 i Nederluleå socken, död 11 november 1849 i Nederluleå socken, var en svensk häradsdomare och riksdagsman.
Ahlman företrädde Piteå, Luleå, Råneå samt Neder- och Överkalix tingslag av Norrbottens län vid Riksdagen 1815.
Vid 1815 års urtima riksdag var han ledamot i bondeståndets enskilda besvärsutskott, i förstärkta statsutskottet och i förstärkta konstitutionsutskottet.